# Scytodes globula
Scytodes globula là một loài nhện trong họ Scytodidae.
Loài này thuộc chi Scytodes. Scytodes globula được Hercule Nicolet miêu tả năm 1849.

## Hình ảnh

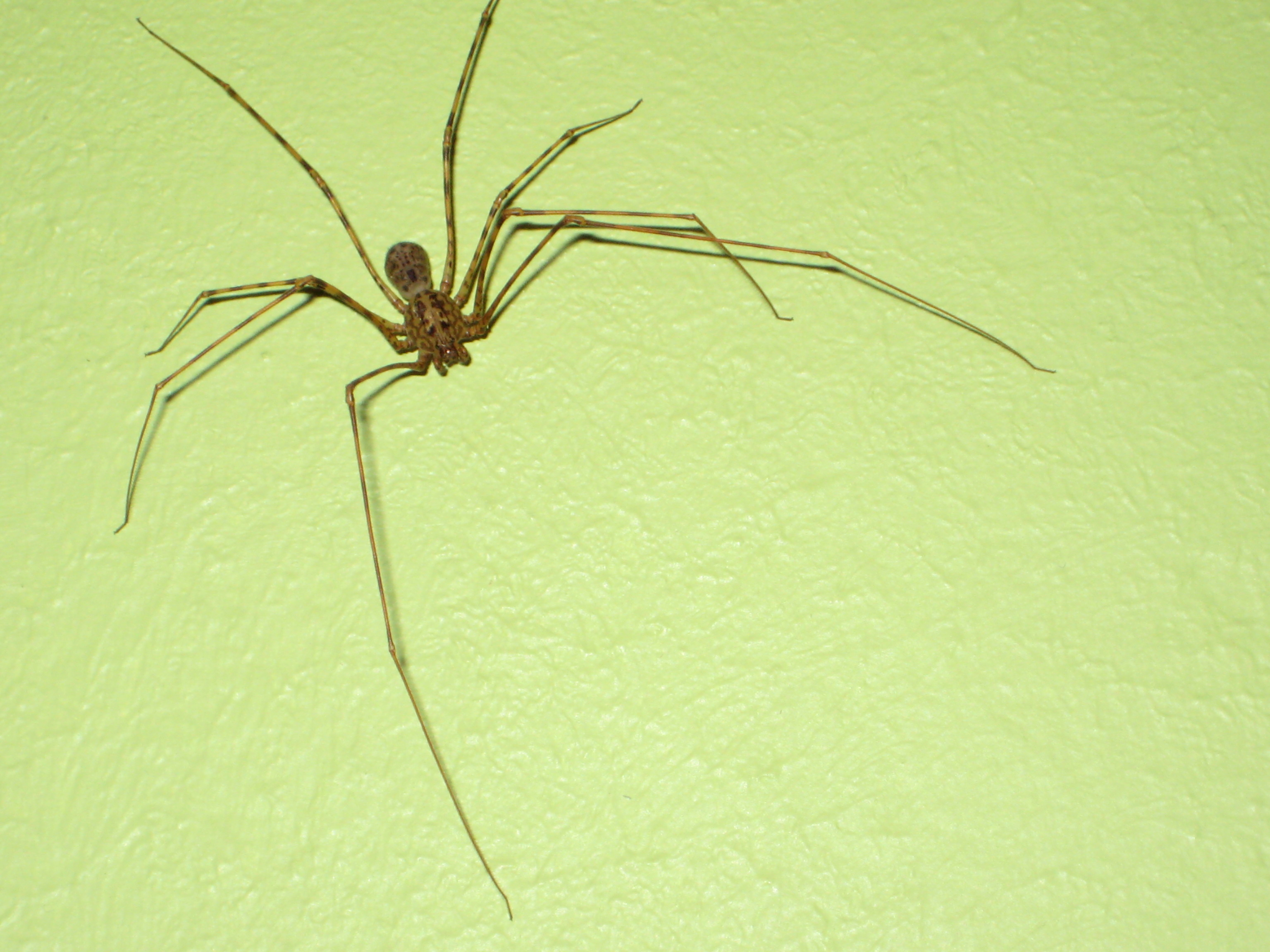
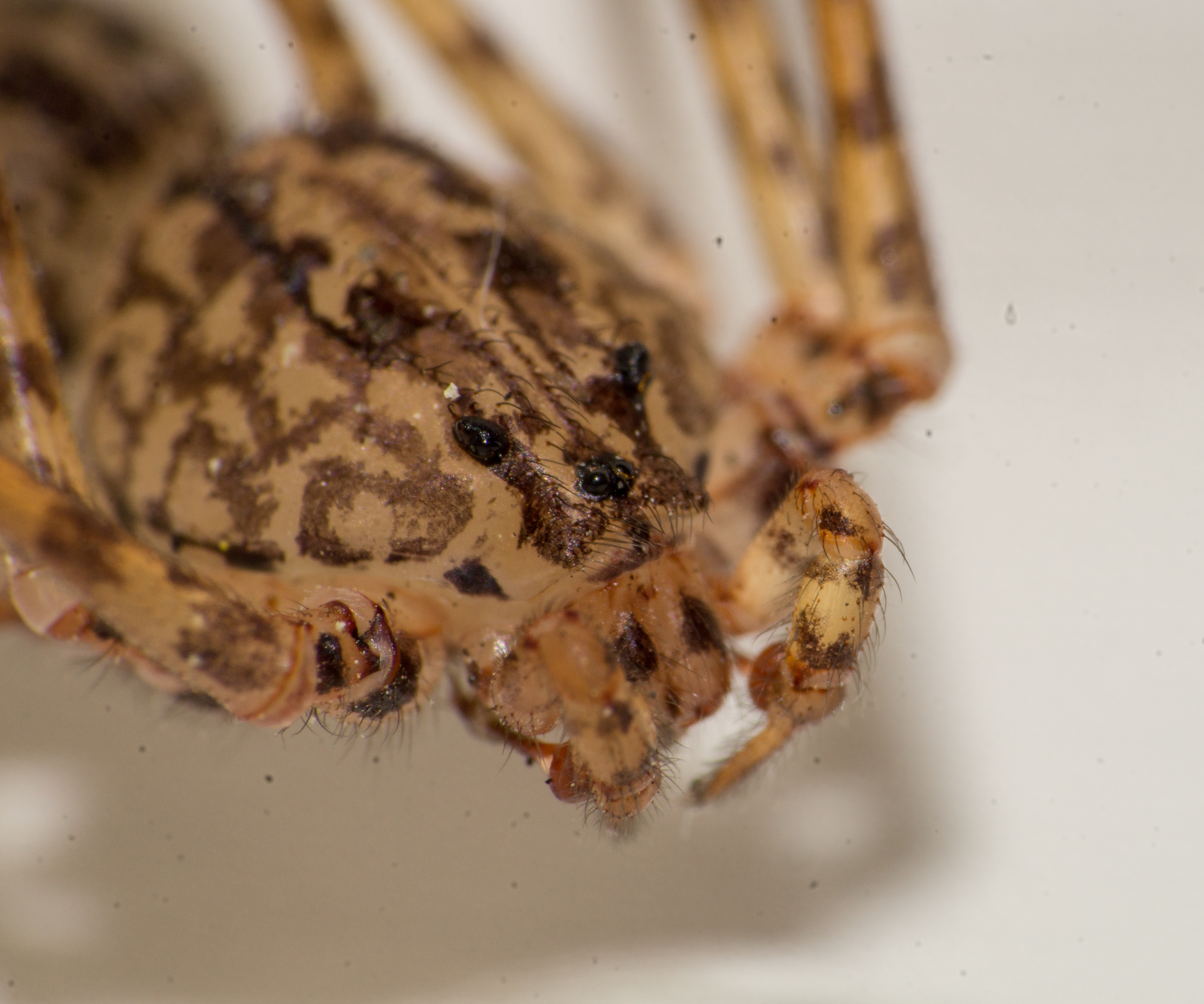
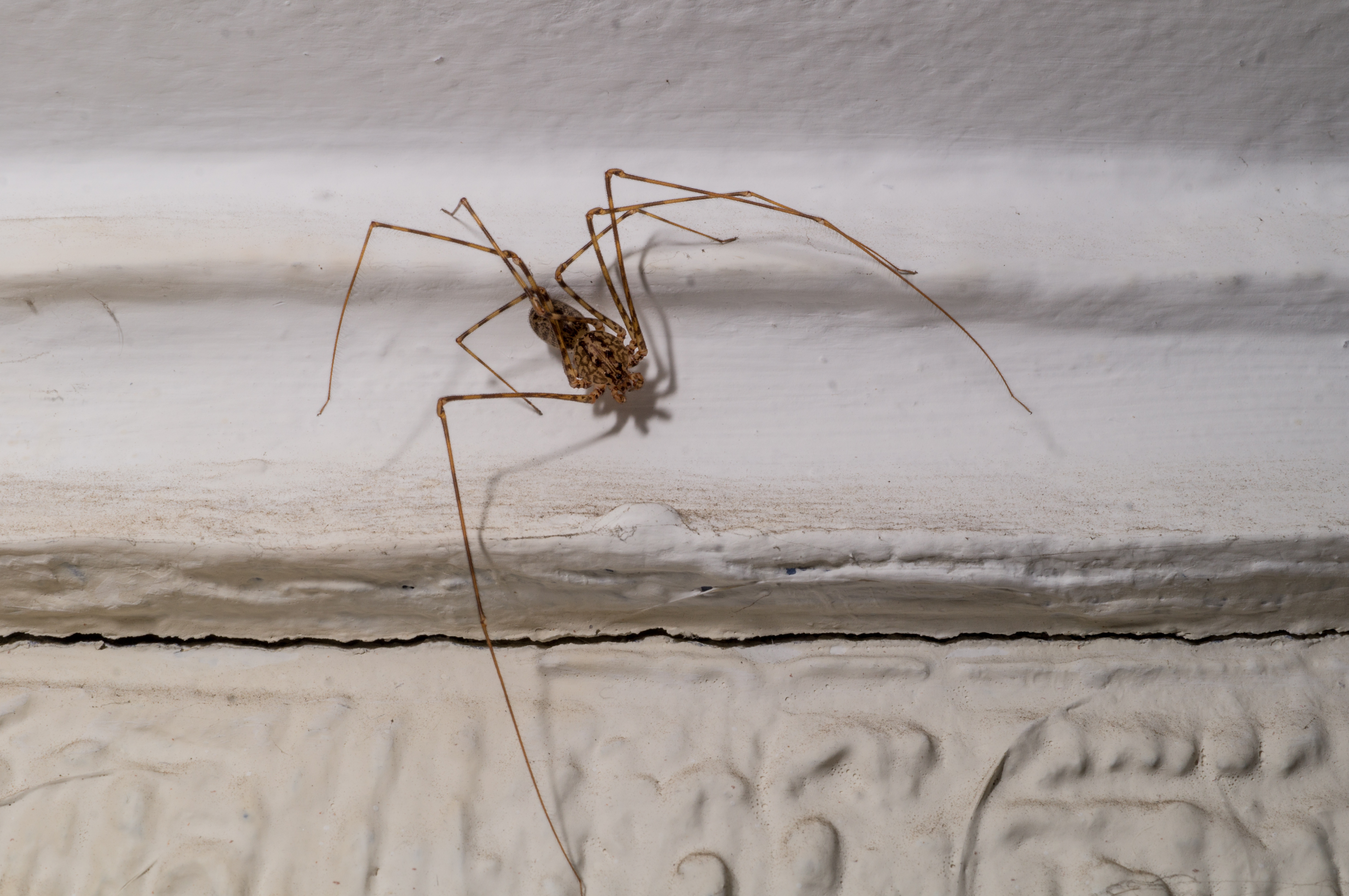
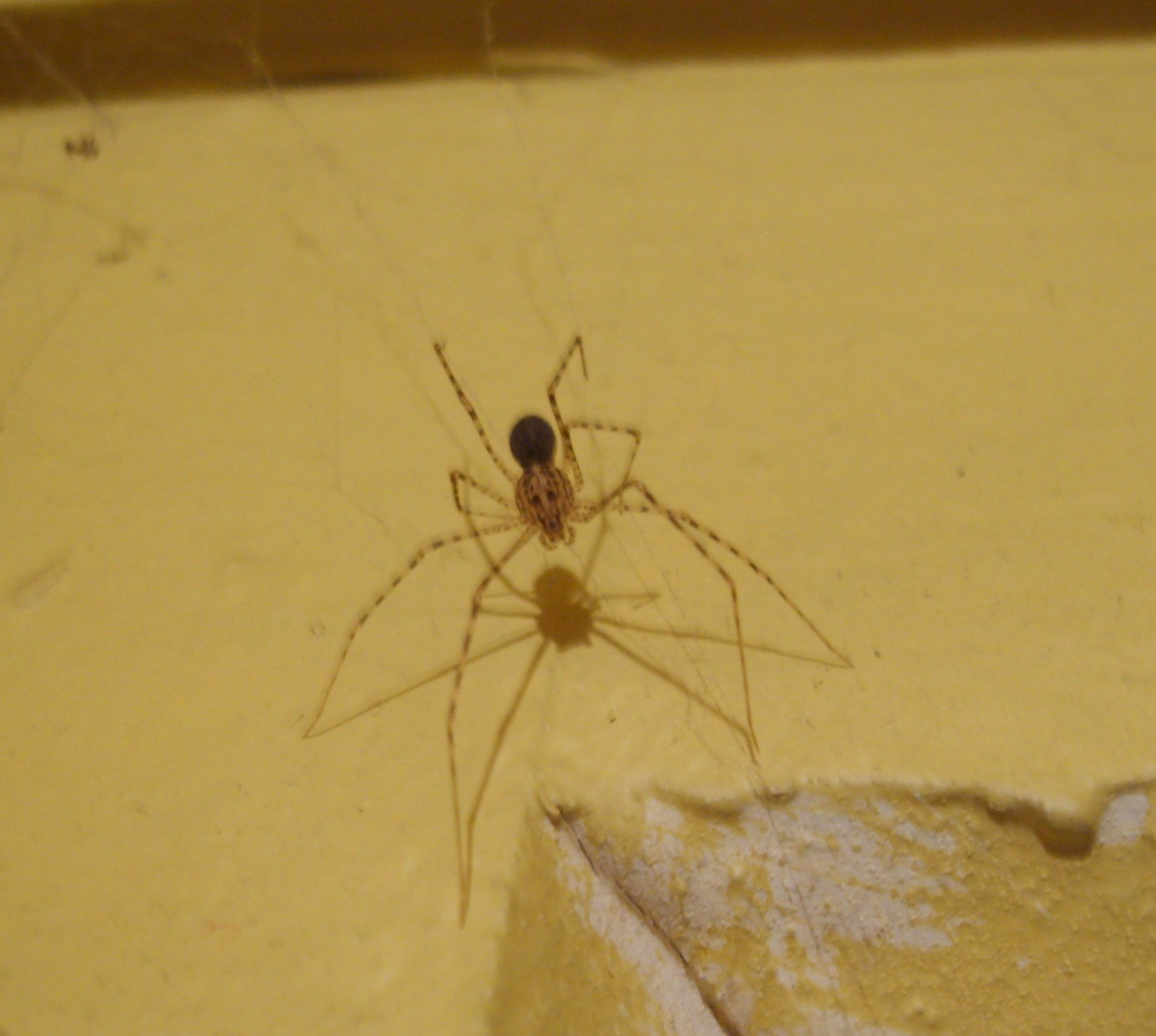